# Norwegian Spirit
Norwegian Spirit – wycieczkowy statek pasażerski należący do floty Norwegian Cruise Line.  Został zbudowany w stoczni Meyer Werft w niemieckim Papenburg jako SuperStar Virgo. Przekazanie inwestorowi do użytkowania nastąpiło jesienią 1998. Spirit jest drugim statkiem z serii Leo Class zbudowanym w tej stoczni. Rok później, latem 1999, został zbudowany Super Star Virgo.
Początkowo statek wypływał w rejsy z portu Singapur w barwach Spirit Cruises. W 2004 nastąpił transfer do linii Norwegian i statek rozpoczął rejsy na Hawajach pod nowym imieniem Norwegian Spirit. 

## Trasy rejsów (2012/15)
W okresie letnim Norwegian Spirit wypływa w rejsy śródziemnomorskie rozpoczynające się w Wenecji lub w Barcelonie. W okresie zimowym Spirit wypływa z Barcelony na Wyspy Kanaryjskie. Od listopada 2015, Spirit wypływa z Port Canaveral na Karaiby. 

## Galeria

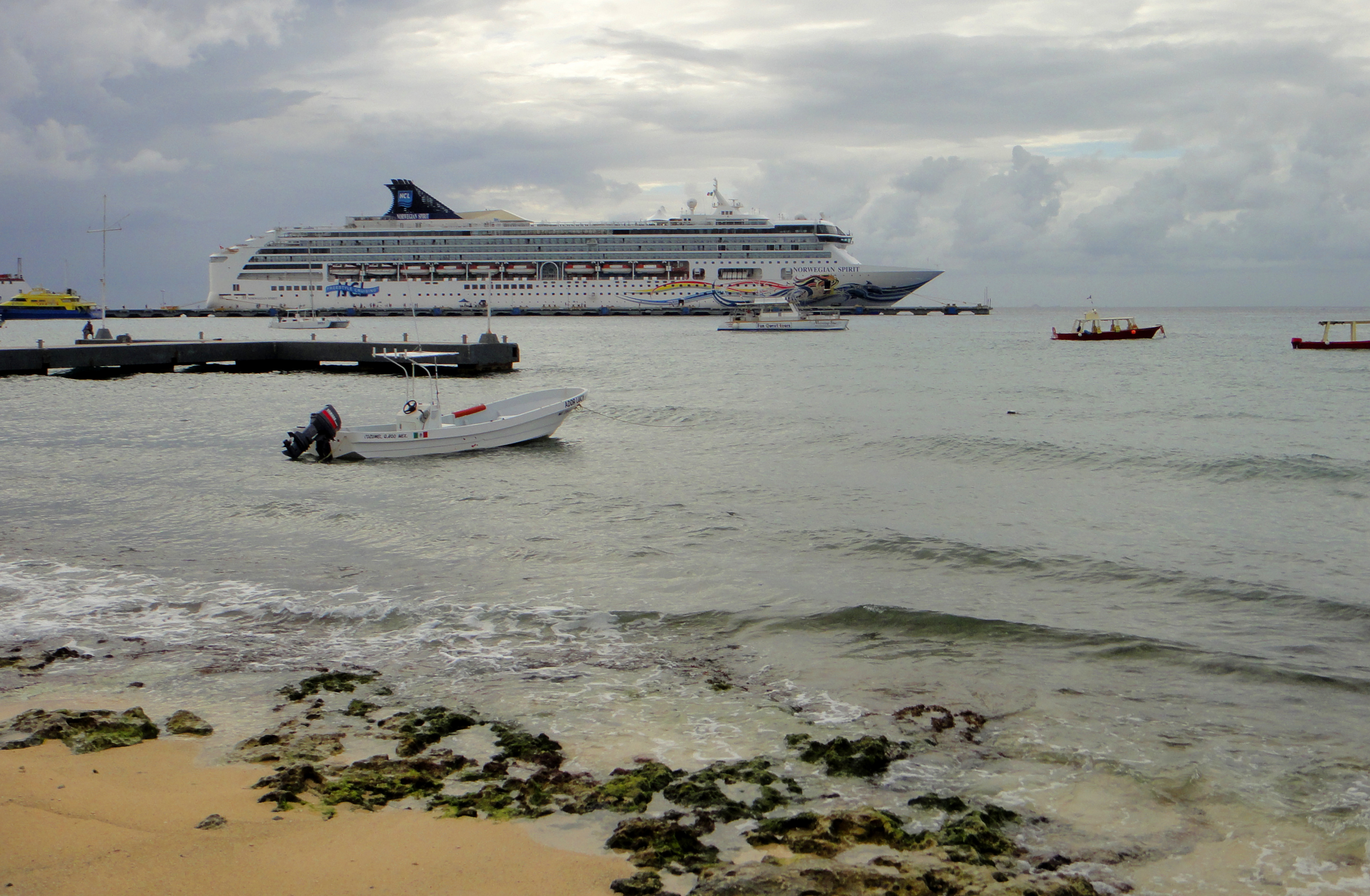
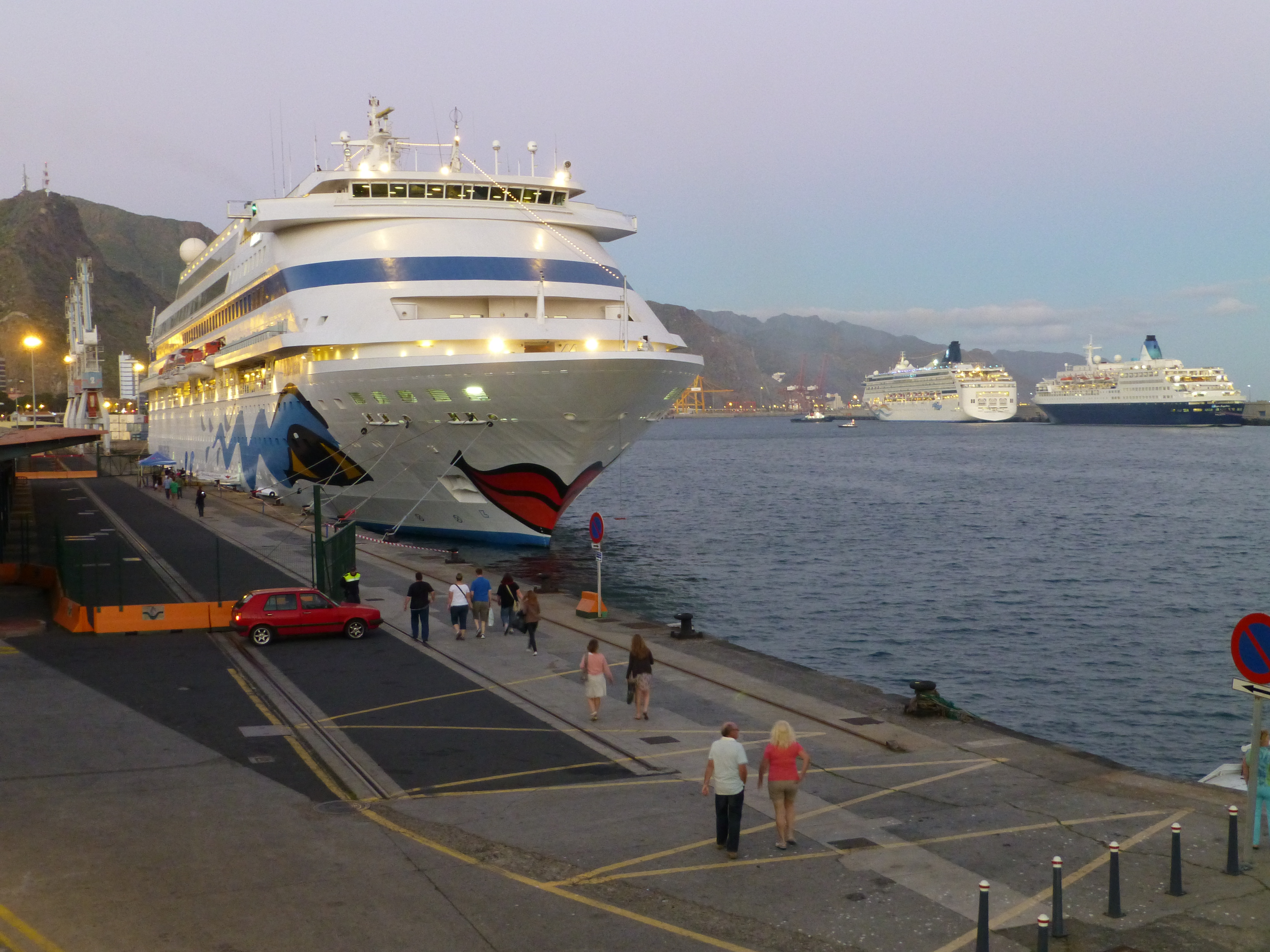
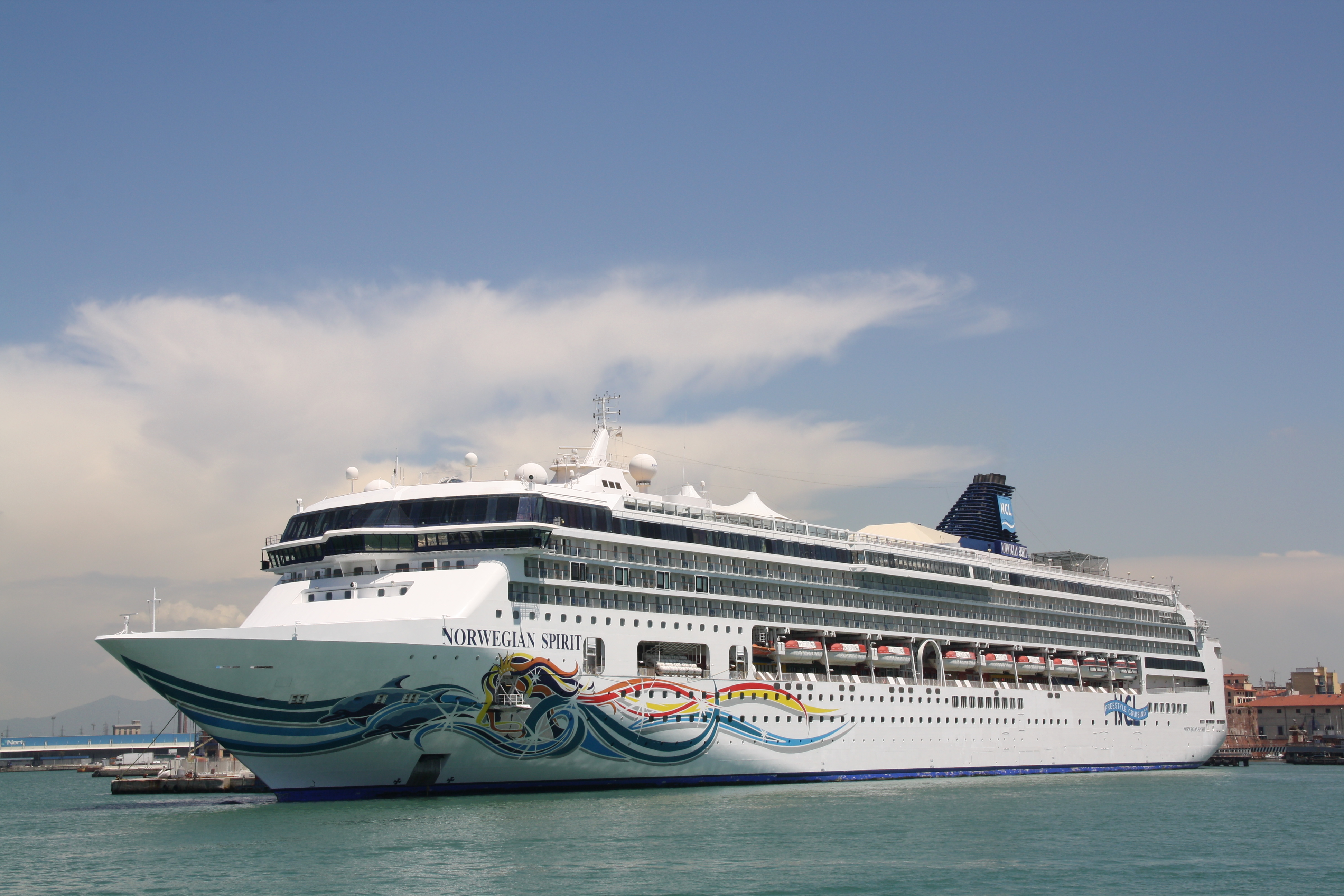
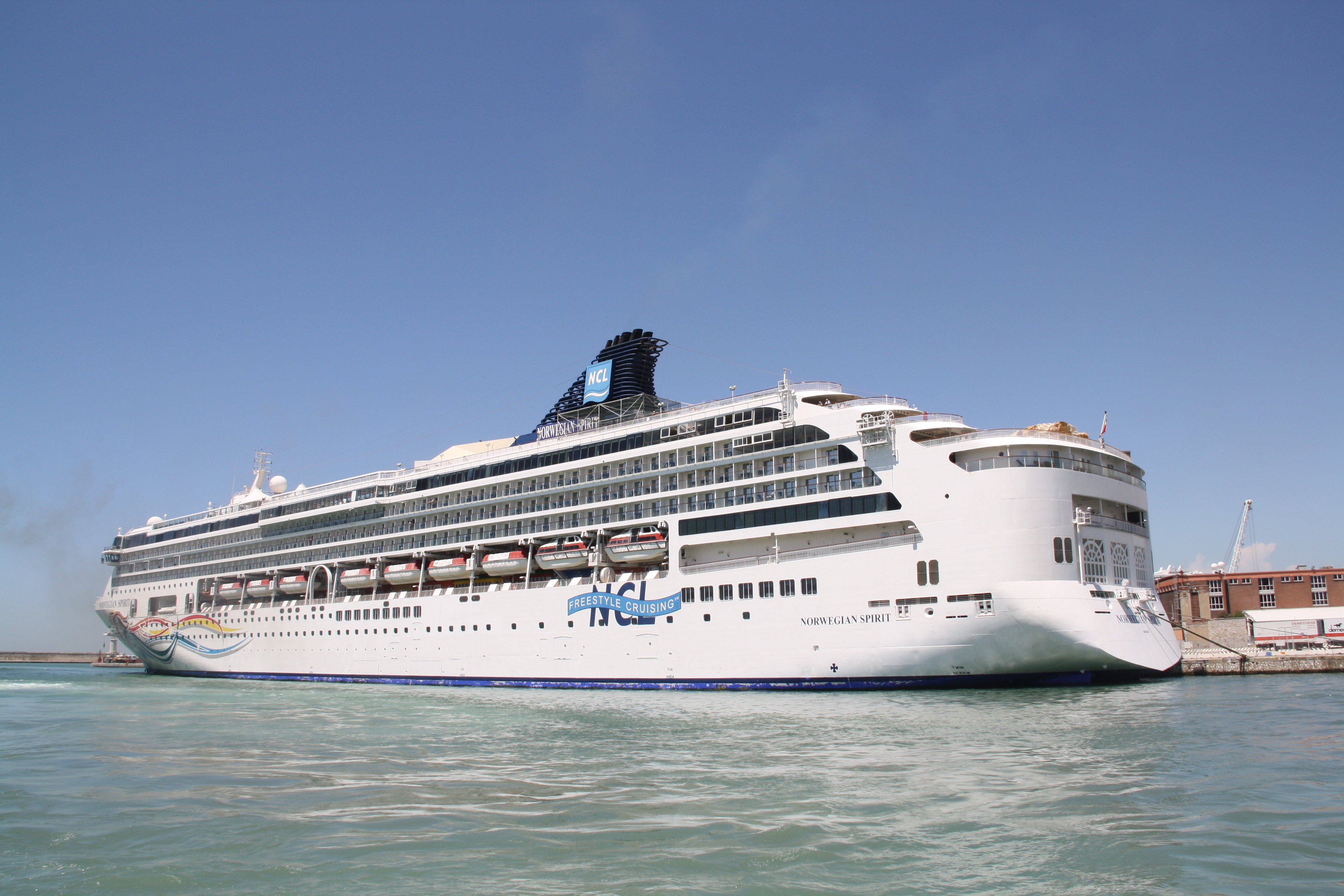
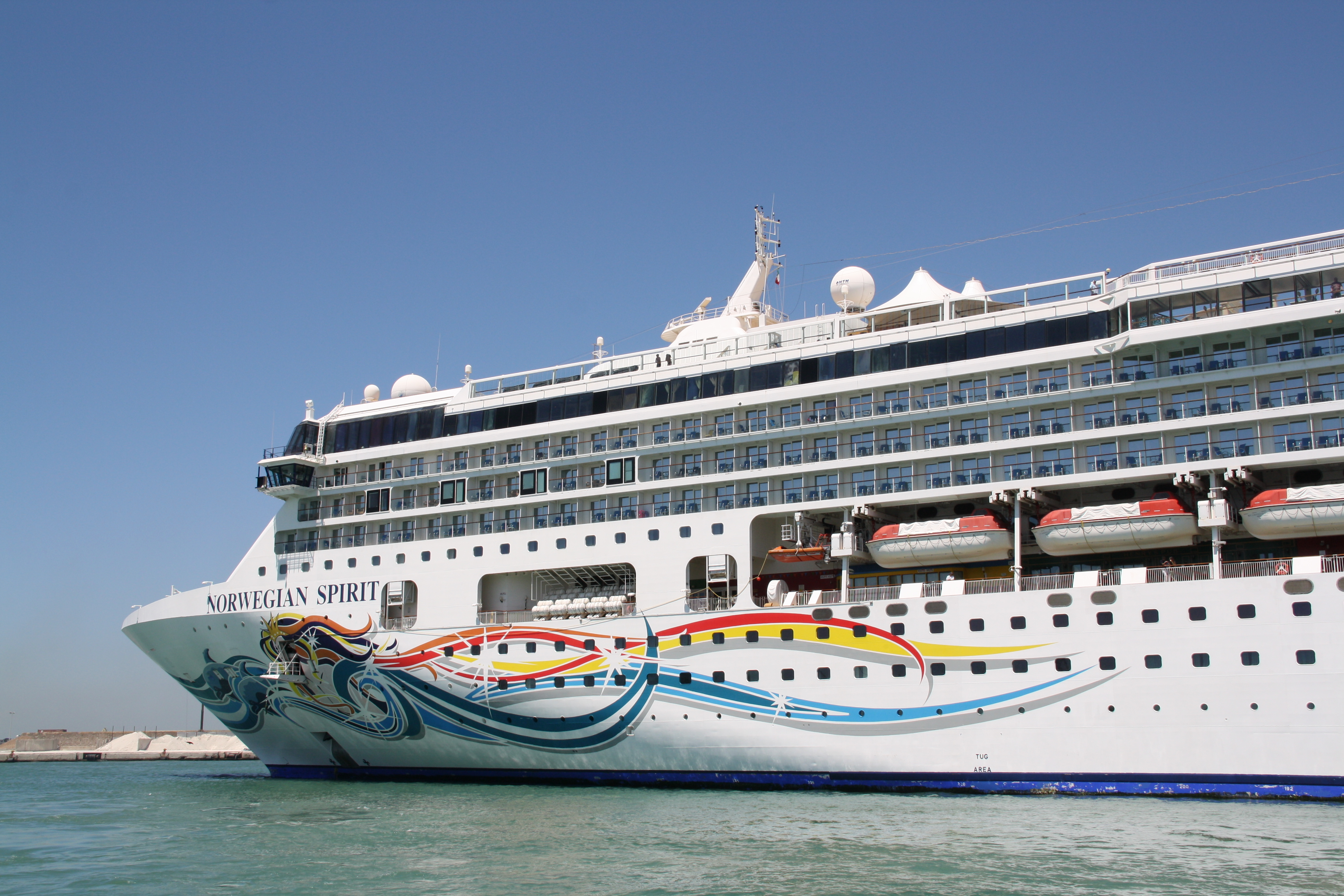
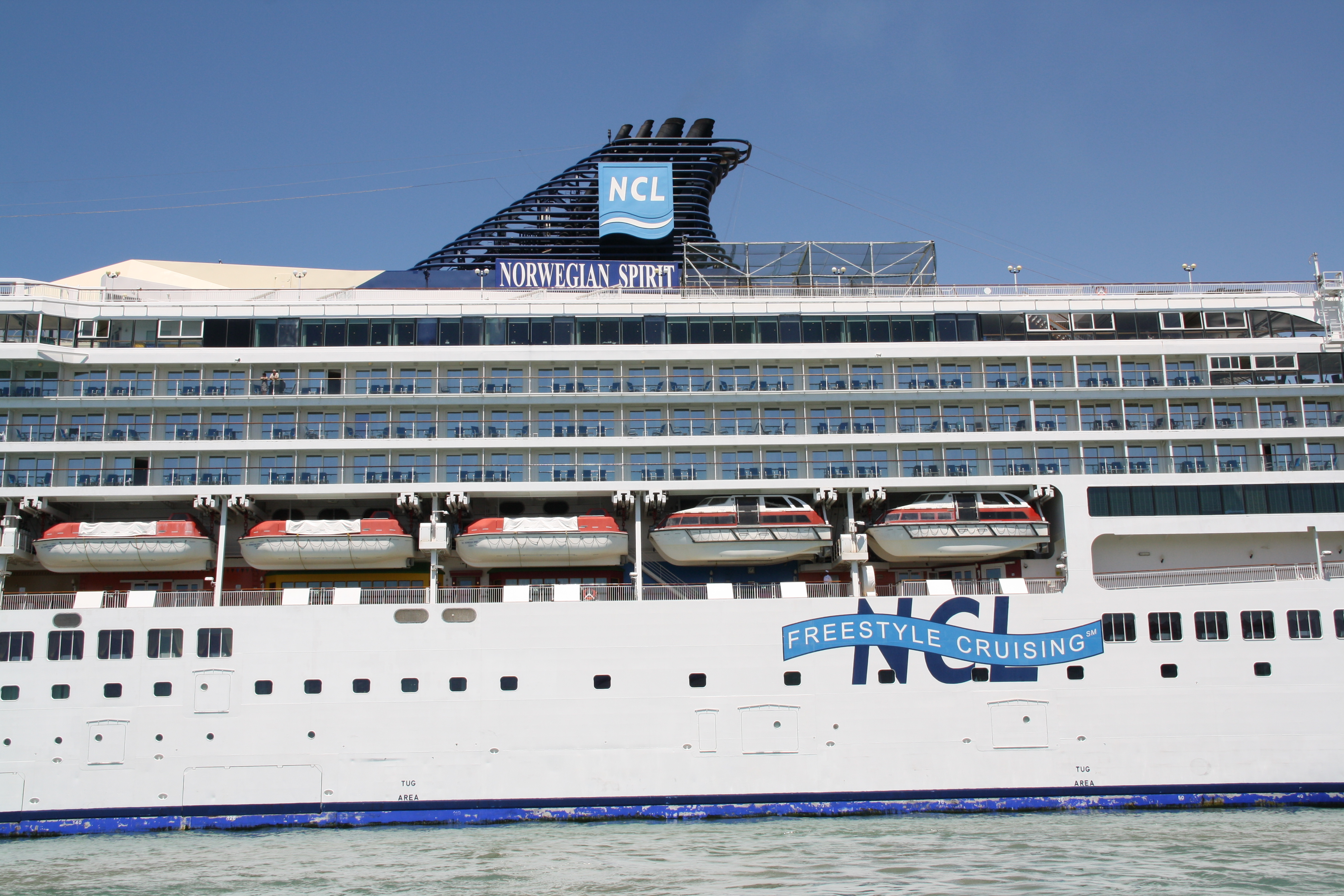